# Byrrhinus jacobsoni
Byrrhinus jacobsoni är en skalbaggsart som beskrevs av Maurice Pic 1927. Byrrhinus jacobsoni ingår i släktet Byrrhinus och familjen lerstrandbaggar. Inga underarter finns listade i Catalogue of Life.